# Diecisiete (película)
Diecisiete es una película de comedia y drama del año 2019, dirigida y escrita por Daniel Sánchez Arévalo y protagonizada por Biel Montoro, Nacho Sánchez, Lola Cordón, Itsaso Arana y Chani Martín. La película fue lanzada en España en los cines y en Netflix 2 semanas después. Atípica Films produjo la película. Toda la película estaba filmada en Cantabria, España.

## Argumento
Héctor es un chico de 17 años. Para cuidar a su abuela, él roba muchas cosas de las tiendas. Ha estado en problemas con la ley muchas veces, pero siempre lo han liberado hasta que su hermano, Isma, lo entregó al centro de menores. Debido a esto, lleva dos años interno. 
Mientras está en el centro de detención juvenil, se mantiene aislado de los otros chicos y tiene un juego de escapar y ver cuán lejos puede ir hasta ser capturado. Insociable y poco comunicativo, apenas se relaciona con nadie hasta que se anima a participar en una terapia de reinserción con perros. En ella establece un vínculo indisoluble con un perro, al que llama Oveja. Pero un día el perro es adoptado y Héctor se muestra incapaz de aceptarlo. A pesar de que le quedan menos de dos meses para cumplir su internamiento en el régimen, decide escaparse para ir a buscarlo con la ayuda de su hermano Ismael. Héctor escapa del centro, pero su hermano Ismael se enfrenta. Los dos discuten pero, por fin, Isma cede y ayuda a Héctor a encontrar a Oveja. 
Primero, manejan la autocaravana de Isma a la residencia de ancianos y sacan a su abuela de la residencia. Después, los dos manejan al refugio de los perros e Isma roba el registro de adoptaciones. Encuentran una lista de tres casas/lugares posibles donde Oveja puede estar. Antes de salir, roban un perro que lo llaman Tarapara y él los acompaña. 
Finalmente, van a la primera casa. Héctor escala la pared y dice que no ve al perro. Van al segundo lugar que es una chatarrería, pero Oveja no está allí. Después de ir al segundo lugar, los hermanos se dan cuenta de que el nivel de oxígeno de su abuela está bajando. Manejan al pueblo donde vivía su abuela para dejarla morir allí y estar enterrado al lado del abuelo. Visitan al padre de la iglesia para que él pueda bendecir a la abuela. 
El padre lleva a Isma y Héctor al cementerio donde los hermanos descubren que el terreno de la abuela no está disponible porque no estaba renovado. El primo Ignacio compró el terreno. Para robar el terreno de Ignacio, Isma decide robar la vaca preciada de Ignacio y esperar el rescate. Mientras Isma va para robar la vaca, Héctor está escuchando los mensajes en el teléfono que Isma mandó a su novia y Héctor se da cuenta de que la novia de Isma lo dejó. 
Héctor pronto se reúne con Isma y juntos roban la vaca. Cuando regresan a la caravana, Ignacio está allí para disculparse y decir que compró otro terreno para la abuela cuando ve a la vaca robada. Cuando visitan al terreno otra vez, Isma y Héctor se dan cuenta de que el nivel de oxígeno de la abuela es más alto. Manejan a la tercera casa para buscar a Oveja pero Héctor admite que Oveja estuvo en la primera casa todo el tiempo. Dice que no podía sacar a Oveja de la casa porque era la primera vez que lo veía jugar con otros perros y parecía más feliz allí. 
Ismael está furioso al principio, pero después recuerda lo que vivió con Héctor. Isma también se da cuenta de que Héctor mandó mensajes a su novia para reconciliarse y está muy agradecido a Héctor para salvar la relación. Ismael toma toda la culpa de los crímenes de Héctor para asegurarse de que no se meta en problemas porque Héctor está a punto de cumplir los 18 años. 
Si comete cualquier delito, podría ir directo a la cárcel. Héctor regresa al centro de detención juvenil con la promesa de que va a portarse mejor para poder salir en unos meses y ver otra vez a Isma y su abuela. Durante este viaje, los dos hermanos construyen un vínculo más fuerte y se ayudan con sus dificultades.

## Reparto
- Biel Montoro como Héctor.
- Nacho Sánchez como Ismael.
- Lola Cordón como Cuca.
- Itsaso Arana como Esther.
- Chani Martín como Ignacio.
- Iñigo Aranburu como Román.
- Kandido Uranga como Cura.
- Javier Cifrián como Dueño desgüace.
- Mamen Duch como Jueza.
- Daniel Fuster como Gasolinero.
- Jorge Cabrera como Profesor.
- Carolina Clemente como Rosa.

## Temas
Aunque es una película con muchas escenas graciosas, Diecisiete tiene algunos temas serios como los morales, la importancia de la familia, y la justicia curativa.
En respeto a los morales y la importancia de la familia, Héctor no entiende que la mayoría de sus decisiones son ilegales aunque él tiene buenas razones. Durante su viaje, él aprende sobre esta diferencia, pero al mismo tiempo, Ismael está aprendiendo cómo romper las reglas por su familia, por ejemplo, cuando él roba el libro de registraciones de la perrera para descubrir quién adoptó a Oveja. Los dos son hermanos otra vez al término de su viaje.
	En respeto a la justicia curativa, Héctor e Ismael se curan de sus traumas y los problemas entre ellos. Hector se cura de sus delitos pasados y la preocupación por su abuela, mientras Ismael se cura de sus preocupaciones por Héctor, su bebé nuevo y su novia. Por ejemplo, cuando Ismael y Héctor están hablando sobre su juventud, Ismael le dice a él, “Cuando éramos hermanos”. Ismael cree que su relación con Héctor es como un padre y un hijo porque todo el tiempo necesita cuidar de él y le ayuda con sus delitos y problemas. También, a ambos hermanos no les gustan el uno al otro, entonces no es una relación muy cariñosa hasta su viaje. Los hermanos quieren curarse de sus acciones pasadas y al final de la película, las vemos, y por eso es justicia curativa.

## Curiosidades
- Es el quinto largometraje del director Daniel Sánchez Arévalo conocido por Azuloscurocasinegro, Gordos, Primos y La gran familia española.
- Rodada en la fábrica de Torrelavega SNIACE
- La película fue rodada en Cantabria, comunidad natal del director.[3]
- Fue estrenada en el Festival Internacional de Cine de San Sebastián 2019 en su 67 edición.[4]
- Es el primer largometraje de Sánchez Arévalo donde no cuenta con ningún actor que haya aparecido en otras de sus películas, especialmente alguna intervención de Antonio de la Torre, Quim Gutiérrez y Raúl Arévalo.[5]